# Румен Марков
Румен Илиев Марков е български юрист, офицер, генерал-майор от МВР. Професор по Наказателно право.

## Биография
Роден е на 2 май 1958 г. в София. Завършва математическата гимназия в София. По-късно завършва право в Софийския университет. Специализирал е в университета в Барселона. Защитава дисертация по право. Между 1983 и 1985 г. е следовател. През 1985 г. става преподавател в Академията на МВР. В Академията започва като асистент и достига до поста заместник-ректор и ректор. От май 2004 до 2009 г. е ректор на Академията на МВР. По-късно е председател на Експертния съвет при Постоянната комисия за управлението на силите и средствата към МВР. Освен това е член на Държавно-обществена консултативна комисия по въпросите на превенцията на престъпността. Член е на Асоциацията на полицейските ръководители. На 27 декември 2005 г. е удостоен с висше офицерско звание генерал-майор. Награждаван е с Почетен знак на МВР ІІ и ІІІ степен и Златен медал „Правосъдие, свобода, сигурност“. На 15 октомври 2008 г. става председател на УС на Международния институт за сигурност и сътрудничество. Три пъти е проверяван от комисията по досиетата за принадлежност към структурите на Държавна сигурност и разузнавателните служби на българската народна армия, но такава не е открита.
Автор е на няколко монографии и множество студии и статии в областта на наказателното право. Понастоящем преподава едноименната дисциплина на студентите от Юридическия факултет при УНСС.
След няколкомесечна борба с тежко заболяване на 63-годишна възраст почива проф. д.ю.н. Румен Марков на 2 март 2022 г. в София.